# باشگاه فوتبال هندون
باشگاه فوتبال هندون (به انگلیسی: Hendon Football Club) یک باشگاه فوتبال در شهر هندون، کشور انگلستان است که در سال ۱۹۰۸ میلادی تأسیس شده‌است.